# 로버트 J. 소이어

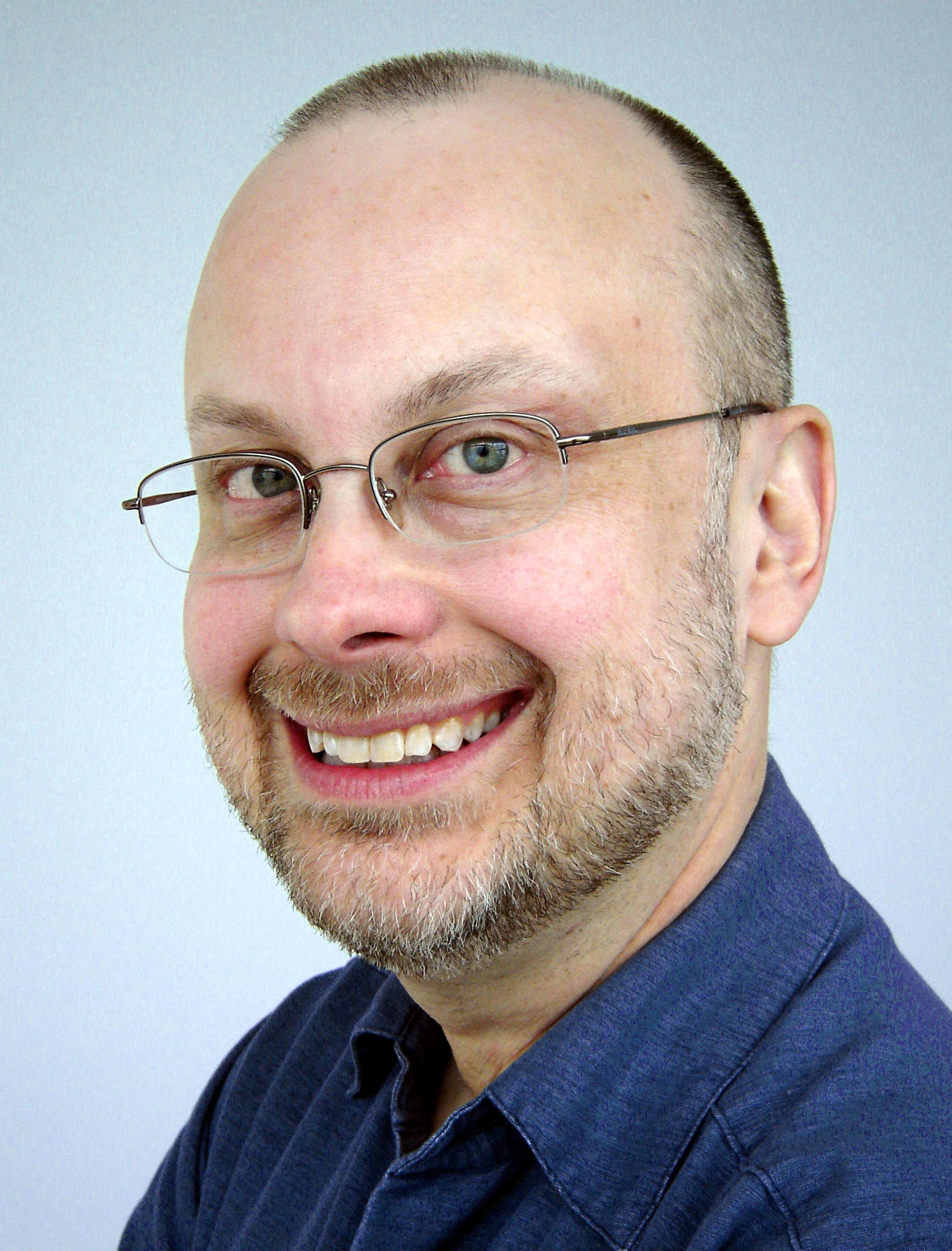
로버트 J. 소이어

로버트 J. 소이어(Robert J. Sawyer, 1960년 4월 29일 ~ )는 캐나다의 SF 소설가이다.